# Viện Hàn lâm Hoàng gia Campuchia
Viện Hàn lâm Hoàng gia Campuchia là một viện nghiên cứu khoa học và nghệ thuật, đồng thời là học viện của Campuchia. 

## Lịch sử
Viện Hàn lâm Hoàng gia Campuchia được thành lập bởi chiếu chỉ của nhà vua Campuchia ngày 25.8.1965 và được đặt trực thuộc Hội đồng Bộ trưởng Campuchia. Tuy nhiên, do chiến tranh nổ ra ở Campuchia năm 1970, nên viện vẫn chưa hoạt động. Tới thời Khmer Đỏ cai trị thì viện hoàn toàn biến mất.
Các nỗ lực tái lập Viện Hàn lâm Hoàng gia bắt đầu từ tháng 3 năm 1997 bằng việc lập ra "Viện Hàn lâm Lịch sử Campuchia", sau đổi thành "Viện Hàn lâm Lịch sử". Năm 1999 viện này trở thành "Viện Hàn lâm Hoàng gia Campuchia". Viện Hàn lâm Hoàng gia Campuchia hiện có 18 viện sĩ và 5 viện phụ thuộc:
- Viện Sinh học
- Viện Y học và Nông nghiệp
- Viện Văn hóa và Mỹ thuật
- Viện Khoa học Xã hội, Nhân văn và Ngôn ngữ Quốc gia
- Viện Khoa học và Công nghệ.

Ngày 17.7.2009, Lok Chumteav Klot Thida đã tuyên thệ nhậm chức chủ tịch Viện Hàn lâm Hoàng gia Campuchia. Vị chủ tịch tiền nhiệm, Sorn Samnang, nay làm cố vấn cho chính phủ Campuchia.
Ngày 3.4.2009 Quốc vương Norodom Sihamoni đã bổ nhiệm Thủ tướng Hun Sen làm viện sĩ của Viện này để công nhận khả năng lãnh đạo quốc gia của ông. Ngày 28.4.2009, ông đã nhậm chức viện sĩ trong một buổi lễ chính thức tổ chức ở Viện.